# The Grant
The Grant (precedentemente One Museum Park West) è un grattacielo di Chicago, che sorge accanto al più alto One Museum Park.

## Caratteristiche
L'edificio, alto 181 metri e con 54 piani, è stato costruito tra il 2007 e il 2010.
Nel luglio 2012, l'edificio è stato acquisito da società collegate con sede a New York insieme all'ex 1600 Museum Park e Museum Park Place 2 e in seguito ribattezzato The Grant, Adler Place e Harbour View. Quasi tutte le 238 unità invendute nell'edificio sono state vendute entro maggio 2015.

## Galleria d'immagini

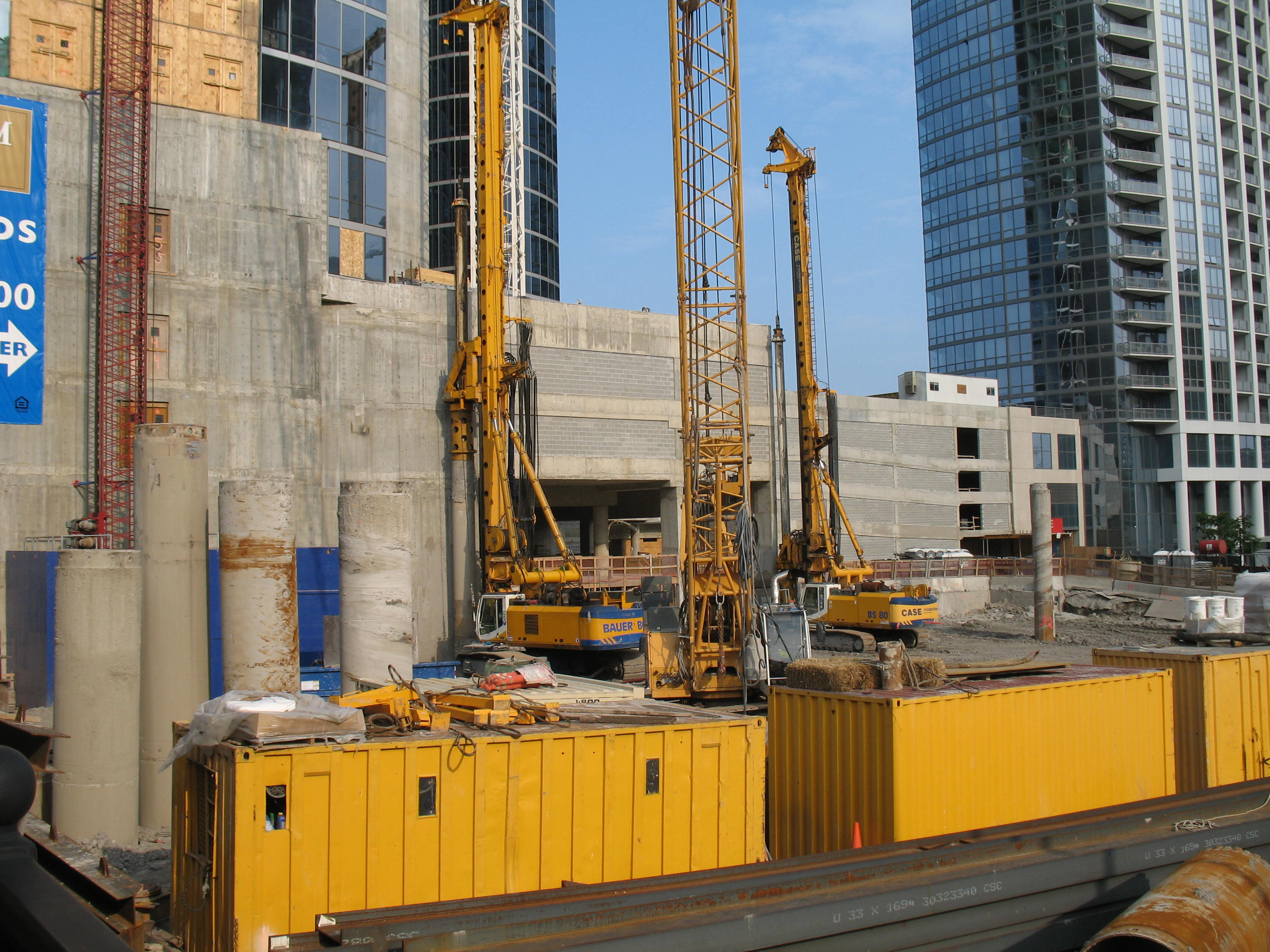
L'edificio in costruzione (28-05-2007)
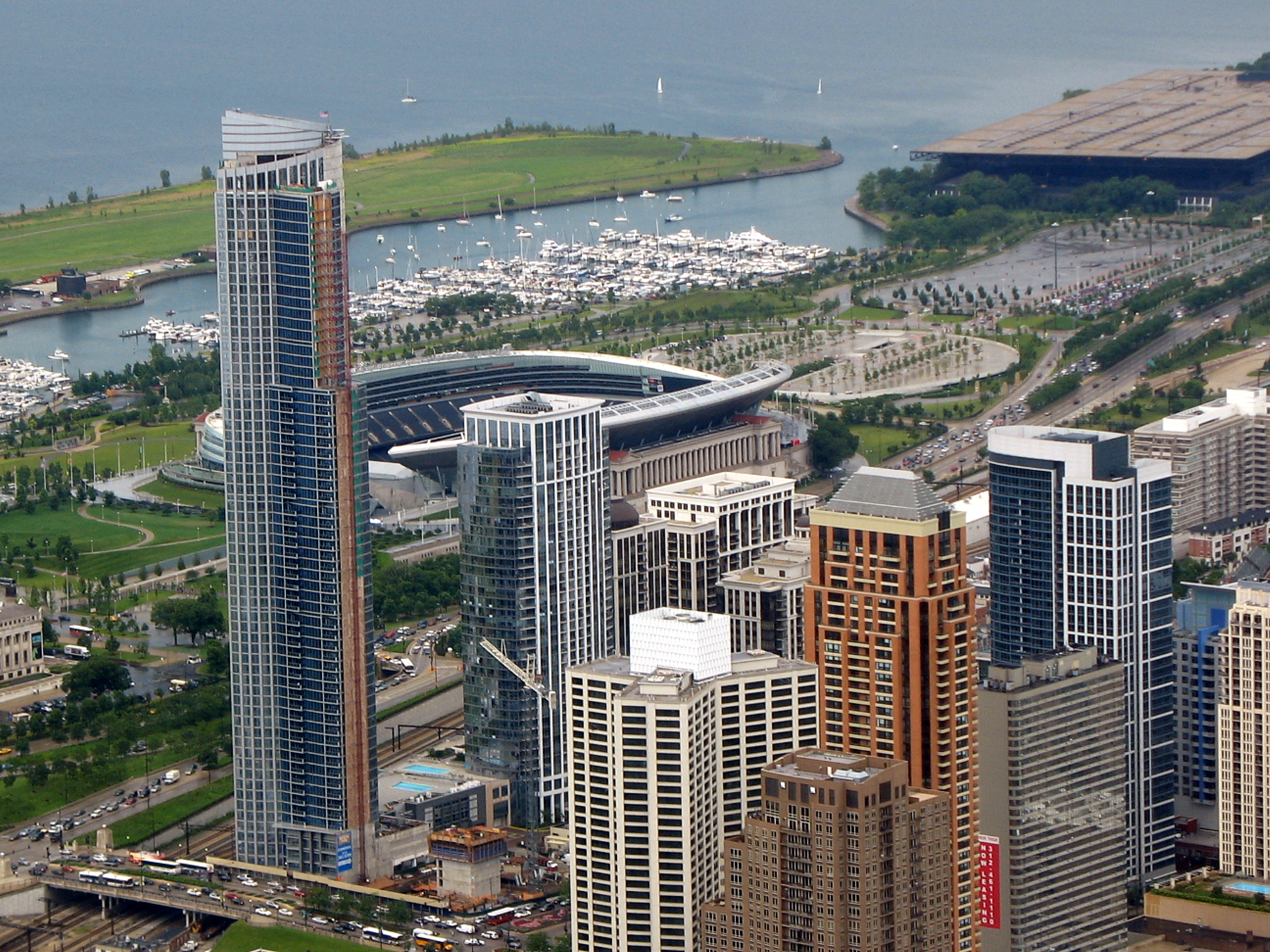
Costruzione iniziale dalla Sears Tower (2008-06-20)
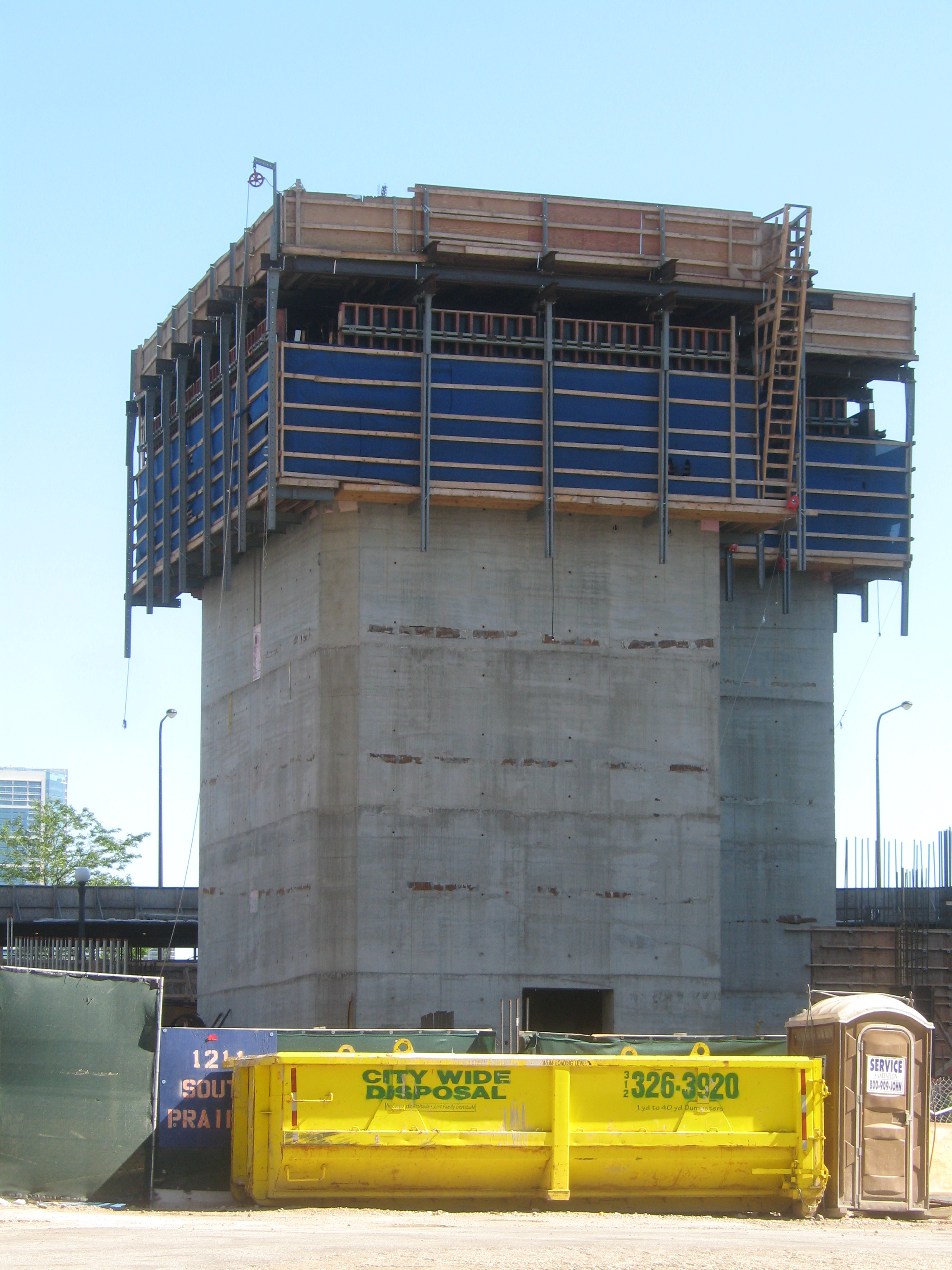
Primo piano dell'edificio in costruzione (13/07/2008)